# حصار عسقلان
وقع حصار عسقلان في 1153، عندما استولت مملكة بيت المقدس على الحصن المصري في عسقلان.

## خلفية تاريخية
كانت عسقلان أعظم وأهم حصن حدودي في مصر الفاطمية. دارت معركة عسقلان خارج المدينة في 1099 في أعقاب الحملة الصليبية الأولى وسقوط القدس في أيدي الصليبيين. وعلى الرغم من انتصار الصليبيين، فإن الخلافات الداخلية في معسكرهم سمحت لعسقلان بالبقاء في أيدي المصريين. وبعد ذلك تمكن الفاطميون من شن غارات على المملكة كل عام من هذه القلعة، فظلت الحدود الجنوبية للمملكة الصليبية غير مستقرة. ولو سقطت هذه القلعة سيصبح باب مصر مفتوحاً. ولذلك ظلت الحامية الفاطمية في عسقلان قوية وكبيرة.
حاول كونراد الثالث ملك ألمانيا محاصرة القلعة، بعد فشل الحملة الصليبية الثانية في 1148، لكنه اضطر إلى الانسحاب عندما لم تصل أي مساعدة من القدس أو من الإمارات الصليبية الأخرى. وفي الوقت نفسه، وحد نور الدين زنكي الأراضي الواقعة إلى الشرق والشمال من القدس تحت حكمه، والذي حكم الموصل وحلب ووضع دمشق تحت نفوذه بعد الحملة الصليبية الثانية. هزم نور الدين إمارة أنطاكية في معركة أنب في 1149. لم يتمكن نور الدين من اجتياح أنطاكية بالكامل، ولم يكن قادراً على التوغل بعيداً في مملكة بيت المقدس، ولكن بالمثل لم يكن هناك الكثير مما يمكن مملكة بيت المقدس أن تفعله في الشمال والشرق مع توحيد المنطقة بأكملها تحت حاكم واحد قوي. وكان على المملكة الصليبية أن تتطلع نحو مصر إذا أرادت التوسع.
أعاد بلدوين الثالث ملك القدس بناء مدينة غزة في حوالي 1150، والتي كانت في ذلك الوقت في حالة خراب. سُلمت المدينة إلى فرسان الهيكل، وقدمت بعض الحماية ضد الغارات المستمرة من عسقلان، بُنيت أيضاً حصون أخرى لمراقبة عسقلان على بعد 10 أميال (16 كم) إلى الشمال الشرقي منذ تأسيس المملكة. وهي إبلين (يبنة) على بعد حوالي 20 ميلاً (32 كم) شمال شرق عسقلان بالقرب من الساحل، بلانشغارد (تل الصافي) حوالي 15 ميلاً (24 كم) شرق-شمال شرق، وبيت جبلين (بيت جبرين) حوالي 19 ميلاً (31 كم) ) شرقاً، ومونتجيسارد بالقرب من الرملة على بعد 28 ميلاً (45 كم) إلى الشمال الشرقي.
ومع ذلك، سرعان ما انقسمت المملكة نفسها بسبب الحرب الأهلية. كان بلدوين الثالث الوريث الشرعي للمملكة، لكن والدته الملكة ميليسندا كانت تحكم كوصي على العرش منذ 1143. طالب بلدوين أخيراً بالسيطرة الكاملة على المملكة في 1152؛ و تمكن من تحقيق هذا الهدف بعد صراع قصير. هزم بلدوين أيضاً الغزو التركي السلجوقي للمملكة في وقت لاحق من ذلك العام.

## بدء الحصار
قرر بالدوين شن هجوم على عسقلان في 1153، متشجعاً بهذه الانتصارات. وسار مع جيش القدس بأكمله إلى القلعة وبدأ في تدمير البساتين المحيطة بها في يناير. كان البطريرك فولشر [الإنجليزية] حاضراً أيضاً، إلى جانب ريموند دو بوي دي بروفانس [الإنجليزية] وبرنارد دي تريميلاي [الإنجليزية]، قادة فرسان الإسبتارية وفرسان الهيكل، على التوالي، وجميع بارونات المملكة الكبار الآخرين، بما في ذلك هيو دي إبلين [الإنجليزية]، وفيليب دي ميلي [الإنجليزية]، وهمفري الثاني لورد طورون [الإنجليزية] ورينالد دي شاتيون. وقع الحصار براً وبحراً، وكان الأسطول بقيادة جيرارد لورد صيدا [الإنجليزية]. كما عُززت القوة الصليبية بمجموعة كبيرة من الحجاج الذين تصادف أنهم كانوا في طريقهم إلى القدس في ذلك الوقت.
على الجانب الفاطمي، كانت المدينة محصنة من قبل أفراد من قبيلة كنانة المحلية، بالإضافة إلى وحدة من سلاح الفرسان من القاهرة، قوامها حوالي 400 إلى 600 جندي، والتي كانت تتناوب في المدينة كل ستة أشهر. بدأ الوزير ابن السلار بتجهيز تعزيزات للمدينة في شهر مارس، بالإضافة إلى حملة بحرية، رداً على الهجوم الصليبي.
انطلق الجيش ووصل حتى بلبيس، فيما أشرف ابن السلار على الاستعدادات النهائية للأسطول، بما في ذلك المراجعة البحرية ودفع رواتب الأطقم. دبر قادة الجيش في بلبيس، بقيادة ربيب ابن السلار عباس بن أبي الفتوح، مؤامرة لقتل الوزير، والتي دُبرت في 3 أبريل. عاد الجيش إلى القاهرة، حيث أصبح عباس وزيراً، تاركاً عسقلان لمصيرها إلى حد كبير. أبحر الأسطول الفاطمي إلى عسقلان وشتت بسهولة الأسطول الصليبي الضعيف المكون من 15 سفينة، ولكن بما أن ميناء المدينة لم يكن مناسباً لدعم الأسطول الفاطمي لفترات طويلة من الزمن، فقد كان عليه العودة إلى مصر.

## المعارك والاستسلام
شُيدت أبراج الحصار، ووقعت مناوشات عديدة وانتصارات وهزائم لكلا الجانبين طوال خمسة أشهر. كانت عسقلان شاسعة ولا يمكن اختراقها تقريباً. كان عدد المدافعين ضعف عدد المحاصرين في الخارج خلف أسوارها وبواباتها الضخمة، وكانت هناك إمدادات من الطعام تكفي لسنوات. في مايو وصل الأسطول المصري لإعادة إمداد المدينة. لم يتمكن الأسطول الصغير لجيرارد لورد صيدا من فعل أي شيء لإيقافه.
لكن نكسة عسقلان وقعت في أغسطس عندما حاول المحاصرون إحراق أحد أبراج الحصار الصليبي. دفعت الرياح النار مرة أخرى إلى جدرانها، مما تسبب في انهيار جزء كبير منها. وفقاً لوليم الصوري، اندفع فرسان الهيكل عبر الثغرات دون علم بلدوين، حيث قُتل برنارد دي تريميلاي وحوالي أربعين من فرسان الهيكل على يد الحامية المصرية الأكبر عدداً. وعُرضت جثثهم على الأسوار وأرسلت رؤوسهم إلى الخليفة في القاهرة. وفي رواية مختلفة لمؤرخ دمشقي كان في المدينة، ذكر خرق الجدار بإيجاز باعتباره مقدمة لسقوط المدينة. ولم يذكر الحادثة التي وقعت مع فرسان الهيكل. لذلك وبسبب كراهية وليم الصوري لفرسان الهيكل، والأخبار غير الدقيقة إلى حد كبير التي وصلت إلى أوروبا خلال الحروب الصليبية، يجب التعامل مع روايته بحذر؛ ولكن بغض النظر عن الرواية التي يعتقدها، فقد قُتل برنارد أثناء القتال.
بحلول ذلك الوقت أصبح الصليبيون مرهقين واقتُرح التخلي عن الحصار. لكن فرسان الإسبتارية والبطريرك أقنعوا الملك بأنهم على وشك النصر. وبعد ثلاثة أيام وقع هجوم آخر وحدثت ثغرة بالقوة مرة أخرى. وسقطت المدينة في أيدي الصليبيين بعد قتال مرير في 19 أغسطس، واستسلمت لهم القلعة رسمياً بعد ثلاثة أيام. سُمح للسكان بالمغادرة بسلام وفر معظمهم إلى مصر.

## النتائج

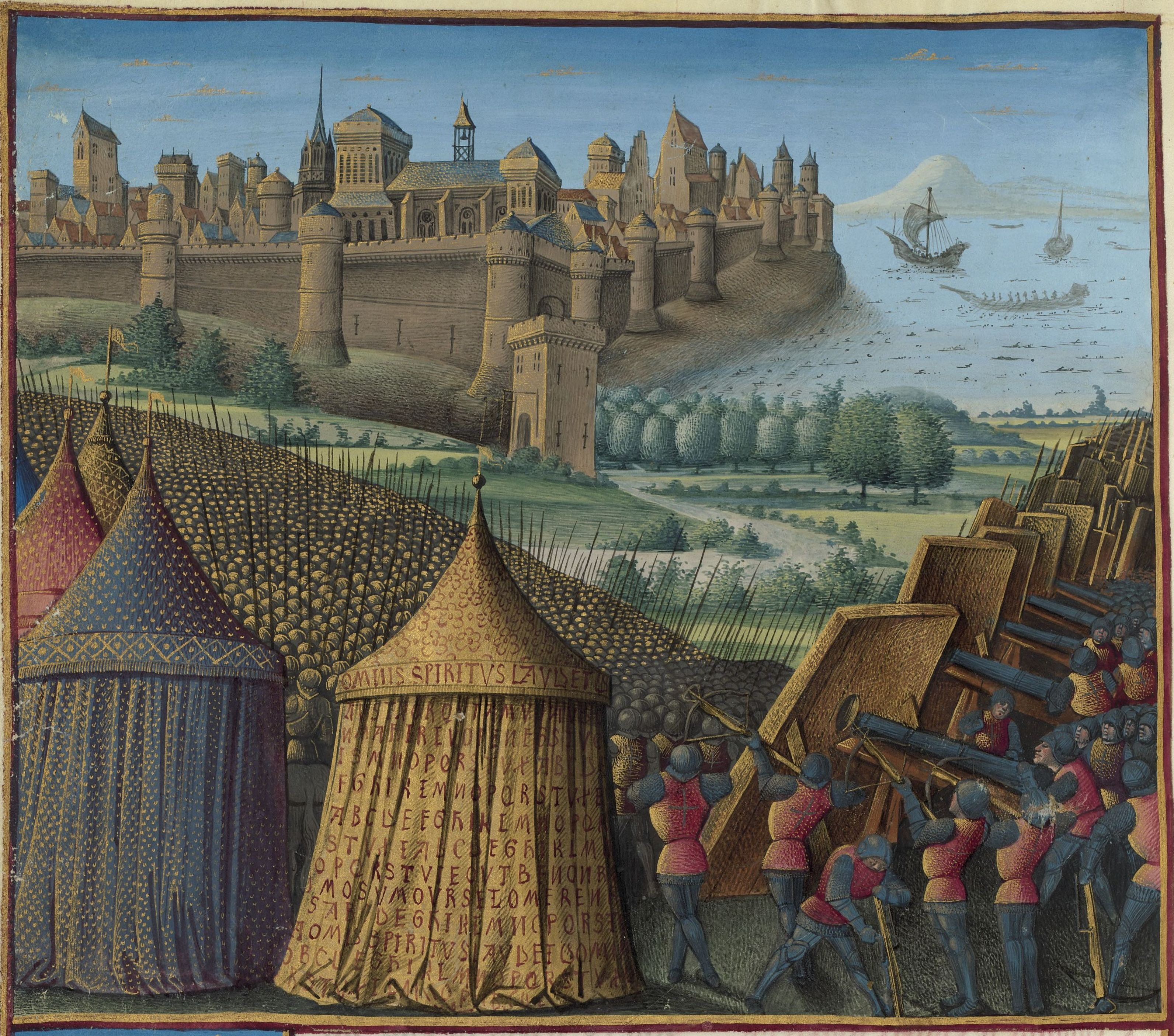
حصار الملك بلدوين الثالث ملك القدس لعسقلان، منمنمة من كتاب سيباستيان ماميروت «الممرات الخارجية» (1474)

تحولت عسقلان إلى أبرشية تحت الإشراف المباشر لبطريركية بيت المقدس، بالرغم من أنه في أوقات مبكرة كان مساعد مطران بيت المقدس. تحول مسجد المدينة إلى كنيسة. أضيفت المدينة أيضاً إلى كونتية يافا، والتي كانت بالفعل تحت حكم عموري شقيق بلدوين الثالث.
ساهم سقوط عسقلان في سقوط مصر الفاطمية. خلف أمارليك شقيقه كملك لبيت المقدس في 1162، وخلال عقد 1160 قاد عدة حملات من عسقلان على مصر. فشلت هذه الحملات الصليبية على مصر في وضع البلاد تحت سيطرة عموري.